# Condado de Dearborn
El condado de Dearborn (en inglés: Dearborn County), fundado en 1803, es uno de 92 condados del estado estadounidense de Indiana. En el año 2000, el condado tenía una población de 40 285 habitantes y una densidad poblacional de 58 personas por km². La sede del condado es Lawrenceburg. El condado recibe su nombre en honor a Henry Dearborn. 

## Geografía
Según la Oficina del Censo, el condado tiene un área total de 795 km², de la cual 790 km² es tierra y 5 km² (0.27%) es agua.

### Condados adyacentes
- Condado de Franklin (norte)
- Condado de Butler, Ohio (noreste)
- Condado de Hamilton, Ohio (este)
- Condado de Boone, Kentucky (sureste)
- Condado de Ohio (sur)
- Condado de Ripley (oeste)

## Demografía
Según la Oficina del Censo en 2000, los ingresos medios por hogar en el condado eran de $48 899, y los ingresos medios por familia eran $54 806. Los hombres tenían unos ingresos medios de $38 687 frente a los $20 102 para las mujeres. La renta per cápita para el condado era de $16 015. Alrededor del 13.80% de la población estaban por debajo del umbral de pobreza.

## Transporte

### Autopistas principales
- Interestatal 74
- Interestatal 275
- U.S. Route 50
- U.S. Route 52
- Ruta Estatal de Indiana 1
- Ruta Estatal de Indiana 46
- Ruta Estatal de Indiana 48
- Ruta Estatal de Indiana 56
- Ruta Estatal de Indiana 62
- Ruta Estatal de Indiana 101
- Ruta Estatal de Indiana 350

## Municipalidades

### Ciudades y pueblos
- Aurora
- Bright
- Dillsboro
- Greendale
- Hidden Valley
- Lawrenceburg
- Moores Hill
- Saint Leon
- West Harrison

### Municipios
El condado de Dearborn está dividido en 14 municipios:
- Caesar Creek
- Center
- Clay
- Harrison
- Hogan
- Jackson
- Kelso
- Lawrenceburg
- Logan
- Manchester
- Miller
- Sparta
- Washington
- York